# Simpson Islands
Simpson Islands – archipelag wysp na Wielkim Jeziorze Niewolniczym w Kanadzie, w prowincji Terytoria Północno-Zachodnie. Największa wyspa archipelagu zajmuje powierzchnię 251 km2 i jest największą wyspą na Wielkim Jeziorze Niewolniczym oraz trzynastą największą na świecie wyspą położoną na jeziorze. Archipelag charakteryzuje się stromym ukształtowaniem terenu, przypominającym klify. Na archipelagu występują złoża uranu, toru i potasu. W styczniu 1772 roku na wyspy dotarł Samuel Hearne.